# Henry Bérenger
Pour l'organiste, voir Henry Berenger.
Henry Bérenger, né le 22 avril 1867 à Rugles (Eure) et mort le 18 mai 1952 à Nice, est un homme politique français. Il fut sénateur de la Guadeloupe de 1912 à 1940, selon un partage du pouvoir bien établi avec le député Gratien Candace de 1912 à 1938.

## Biographie
Après de brillantes études de lettres et de philosophie (il fut lauréat du concours général dans cette discipline), Henry Bérenger se fait connaître comme un intellectuel spécialiste de littérature et proche de la mouvance spiritualiste. En 1891, alors étudiant en lettres, il préside l'Association générale des étudiants de Paris et obtient sa reconnaissance d'utilité publique. 
Entre 1891 et 1911, il publie essentiellement des ouvrages critiques, notamment sur Victor Hugo, ainsi que des œuvres littéraires (poèmes et même un roman, La Proie, publié en 1897). Chef de file du groupe littéraire et intellectuel "L'Art et la Vie", son ouvrage sur L'Aristocratie intellectuelle (1895) obtient à l'époque un certain retentissement. Au tournant du siècle, il se consacre au journalisme en contribuant d'abord à la Dépêche de Toulouse – où il mènera combat pour la réhabilitation de Dreyfus –, ensuite en fondant en 1903 le journal L'Action, puis en devenant directeur du Siècle (1908) et de Paris-Midi (1911). Cette réorientation de sa réflexion le conduit à se présenter aux élections sénatoriales de 1912. 
Il choisit la Guadeloupe, terre dont il souhaite faire un fief électoral et où il est connu de la bourgeoisie pour les chroniques coloniales dans son journal L'Action. Les autres candidatures sont défaites par l'achat d'un grand nombre de grands électeurs, cet accord permettant d'évincer Joseph Vitalien et de garantir à son ancien allié, Gratien Candace, le siège de député dans la 1re circonscription de la Guadeloupe. Les deux hommes deviennent amis pour quelques années, et Bérenger est même le témoin de mariage de Candace à Paris (7e) en 1921.
L'alliance ne dure pas. Au lendemain des législatives de 1928, Candace dépêche secrètement Maurice Satineau, qui est alors un publiciste et un escroc, auprès de Jacques Bardoux pour que celui se présente en Guadeloupe. Responsable auvergnat de la Fédération républicaine, Bardoux est en effet mécontent des résultats des interventions de Bérenger à la conférence de Washington. Il se méfie cependant de Candace et ne donne pas suite. La volonté de Candace d'en finir avec Bérenger devient visible en 1935 à 1937, lors des échéances électorales précédent les sénatoriales de 1938. Candidat sous l'étiquette  radical-socialiste, il siège logiquement dans le groupe de la Gauche démocratique. 
Au Sénat, il fait partie des opposants au projet d'impôt sur les revenus défendu par Joseph Caillaux. Son activité sénatoriale assez clairement belliciste et centrée sur les questions des moyens matériels de la Première Guerre mondiale font qu'il est appelé par Georges Clemenceau comme Commissaire général aux Essences et Combustibles, avec rang de ministre. Il occupe ce poste d'août 1918 à février 1920. Il publie ensuite Le Pétrole et la France. Dans cet ouvrage, il fait preuve d'un sens certain de l'anticipation quant à l'importance de cette matière première dans les décennies à venir.
Réélu sénateur en 1921, il devient rapporteur général du budget (1922-1926), défend la loi sur les dépenses engagées et, à ce poste, se fait le pourfendeur de toute dépense "inutile" et s'intéresse de près à la question des réparations de guerre.
En août 1925, il fait partie de la délégation parlementaire qui se rend aux États-Unis pour débattre de la question des dettes interalliées. Nommé ambassadeur de France à Washington l'année suivante, il finit par régler le problème des dettes par le biais d'un accord dit "accord Mellon-Bérenger". 
De retour en France en 1928, il est réélu pour un troisième mandat de sénateur l'année suivante, et, tout en poursuivant une carrière d'auteur (il publie, en 1930, une biographie de Chateaubriand qui fera longtemps référence et, en 1931, une étude sur la sculptrice africaniste Anna Quinquaud), il s'intéresse aux questions internationales. Il est ainsi élu Président de la Commission des affaires étrangères du Sénat en 1931, et le reste pendant huit années.
Il devient aussi, en 1932, délégué représentant la France à la Société des Nations.
L'année suivante, il entre au conseil d'administration de la compagnie des Chargeurs réunis. 
Antifasciste, il semble converti au pacifisme et prône la non-intervention dans la guerre d'Espagne, mais il se préoccupe de plus en plus de la montée des agressions internationales commises par les régimes nazi et fasciste. Il conduit la délégation française à la conférence d'Évian en juillet 1938, censée résoudre le problème de l'accueil et du statut des réfugiés juifs fuyant l'Allemagne et l'Autriche annexée.
Munichois, convaincu de la possibilité d'éviter, par la discussion, le déclenchement de la guerre, il intervient à de nombreuses reprises à ce sujet tant dans la presse qu'auprès du ministre des affaires étrangères. 
En juillet 1940, il ne se rendit pas à la convocation de l'Assemblée nationale qui, à Vichy, vota les pleins pouvoirs au Maréchal Pétain.
On dit souvent[Où ?] qu'il se retire ensuite de la vie publique pour vivre chez sa sœur à Saint-Raphaël (Var) jusqu'à sa mort en 1952, à 85 ans. En vérité, il est exclu dès l'automne 1944 du Parti radical pour son attitude entre 1940 et 1944. De plus, il est peu probable qu'Henry Bérenger ait pu aller vivre chez sa sœur jusqu'en 1952 : en effet, Marie Bérenger est décédée en 1944 dans le camp de Ravensbrück à l'âge de 79 ans. Elle vivait avant cela à Paramé.
Les deux seules exceptions à son silence sont une conférence prononcée en 1949 à l'American Club de Paris sur le rôle de la France en Méditerranée et la publication la même année d'un recueil de "poésies philosophiques", intitulé Des relativités aux métamorphoses.

## Fonctions politiques
- Commissaire général aux Essences et Combustibles du 21 août 1918 au 19 février 1920 dans les gouvernements Georges Clemenceau (2) et Alexandre Millerand
- Sénateur de la Guadeloupe de 1912 à 1940